# Aventure
Pour les articles homonymes, voir Aventure (homonymie).

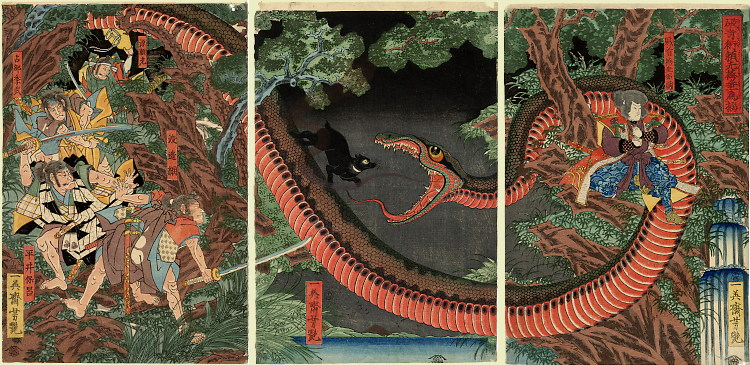
Affrontement entre Minamoto no Yorimitsu et le brigand Hakamadare, qui reçoit l'aide d'un serpent géant. Série de peintures des dix héros de Tametomo, par Yoshitsuya Ichieisai – Japon, 1861.

Une aventure (en latin adventura) est une suite de péripéties et de rebondissements, constituant le plus souvent la trame d'une histoire fictive ou réelle ; il peut également s'agir d'un événement fortuit, de caractère singulier ou surprenant, qui concerne une ou plusieurs personnes. Milan Kundera définit l'aventure comme une « exploration passionnée de l'inconnu ». L'expérience d'une aventure peut créer une excitation psychologique et physiologique qui peut être interprétée comme négative (par exemple à cause de la peur) ou positive (ex. sensation de se sentir vivant).

## Littérature
Le roman d'aventures est véritablement typique, et souvent bien identifiable. Dans les grandes lignes, l'auteur place un héros et des situations problématiques dont il s'extirpe sous les yeux du lecteur. Le roman d'aventures, suivant l'époque (et les mœurs), ou le courant littéraire de l'auteur, fait la part belle à l'ingéniosité, ou au suspense .
La plupart des anciennes histoires connues à travers le monde sont des histoires d'aventure comme L'Odyssée d'Homère,,.

## Cinéma
Des films, également, comme Star Wars et Les Aventuriers de l'arche perdue sont également considérés comme du domaine de l'aventure.

## Jeu vidéo
Récemment, beaucoup de jeux vidéo comme les RPG (role play game) nous proposent de créer un personnage et de lui faire vivre une aventure dans le monde du jeu.

## Jeux de rôle papier
Il existe aussi des jeux de rôle papier où un M.J (ou maître du jeu) se charge de créer un monde et d'y faire évoluer un groupe de joueurs.

## Tourisme
Le tourisme d'aventure ou voyage d'aventure est une catégorie touristique qui associe à la fois exploration et voyage. Ce tourisme comporte également certains risques qui peuvent être réels ou perçus. Cette forme de tourisme requiert des compétences particulières et des aptitudes physiques et sportives. 
Aux États-Unis, le tourisme d'aventure s'est développé au cours des dernières décennies lorsque certains voyageurs ont cherché à sortir des sentiers battus. Faute de données suffisantes, il n'est pas possible de mesurer la taille et la croissance du marché du tourisme d'aventure. Selon l'entreprise américaine Adventure Travel Trade Association, le tourisme d'aventure peut correspondre à toute forme de voyage comprenant une activité physique, un échange culturel et un lien avec la nature.
Il s'agit de voyages actifs - souvent sportifs - qui mêlent à la découverte d'une destination le plus souvent une activité de Randonnée pédestre, cycliste ou équestre. Il peut comporter de l'alpinisme, du saut à l'élastique, du VTT, du cyclisme, du canoë, de la plongée, du rafting, du kayak de mer, des tyroliennes, du parapente, de la planche de dune, de la spéléologie, de l'escalade et bien d'autres activités sportives plus marginales.